# 구 유한양행 소사공장
구 유한양행 소사공장(舊 柳韓洋行 素砂工場)은 경기도 부천시 소사구 심곡본동에 있는 일제강점기의 건축물이다. 2001년 1월 16일 경기도의 문화재자료 제101호로 지정되었으나, 소유자인 유한양행 측에서 재산권을 제한받고 있다는 이유로 취소를 요구해 2003년 7월 4일 문화재 지정이 취소되었다.

## 개요
이 건물은 1936년 유일한(1895~1971) 박사가 한국 최초의 제약주식회사를 설립하고 이 지역(당시 행정구역명칭은 경기도 부천군 소사면 심곡리 25번지)에 2만여평을 매입하여 제약실험연구소 및 초자(硝子)공장 등 국내 최초의 근대적 제약공장을 건립한 후 1967년 공장이전 때까지 운영하였던 유한양행 소사공장의 일부이다.
건립 당시 이 건물 외에도 사택 및 집회소 건물인 목조평옥(木造平屋) 2동, 공장용 건물인 목조평옥 1동 등이 함께 건립되었다. 1939년까지 증축공사가 계속되었는데, 공장 증설에 따른 중요 설계는 소사공장 기사장(技師長)인 데이빗 바렛 박사가 주관하였다고 하므로 초자공장도 또한 그의 설계일 것으로 추정된다. 현재 남아 있는 건물은 없다. 
소사공장은 한국전쟁 때 북한군과 UN군의 병영으로 사용되기도 하였다. 이 때에 많은 파괴가 있었다고 하는데, 본 건물은 내화벽돌로 세운 건물이었기 때문에 전화를 입었지만 그 골격을 보존하고 있었다. 1959년 이래 시설낙후로 사실상 방치되다시피 한 이 건물은 1967년 초자공장 시설매도 이후 더 이상 공장으로 사용되지 않게 되었다. 
본 부지 및 건물은 1967년 펄벅(Pearl S Buck, 1892~1973,소설 대지의 작가)여사에게 기증되어 사회사업 기구인 펄벅재단(펄벅여사의 주도로 소외아동 복지사업을 위해 1964년 한국에서 만들어진 국제적인 비영리단체)의 구호시설로 사용되었다. 펄벅재단은 이 곳을 발원지로 하여 탄생되었으며, 1967년에 사회의 편견으로 소외당한 혼혈아동을 위한 한국 최초 복지시설인 소사희망원(Sosa Oppotunity Center)이 건립되어 1975년까지 운영되었다. 

## 지정 해제
2003년 5월 20일 소유자의 문화재자료지정취소 행정소송 제기 결과 대법원의 피고(경기도지사) 패소 확정판결에 따라 지정해제되었다.

## 참고 자료
- 구유한양행소사공장 - 국가유산청 국가유산포털
- 구유한양행소사공장 - 두산백과 두피디아